# Catacumba de Santa Tecla

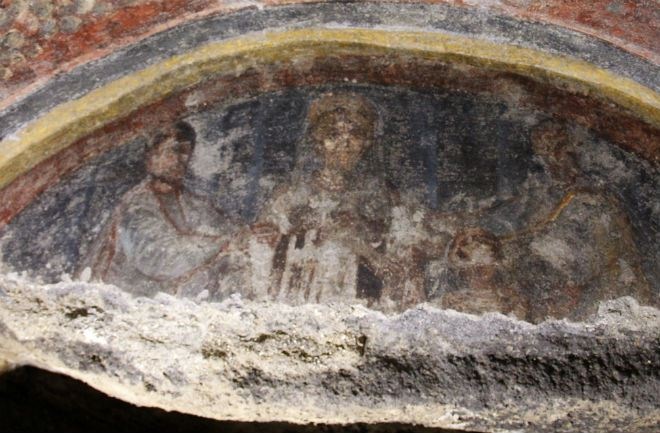
Um dos mais famosos afrescos encontrados na Catacumba de Santa Tecla, mostrando a face de Jesus (com barba) e dos doze apóstolos. É particularmente notável a imagem de São Paulo com a testa calva, a barba pontuda.

Catacumba de Santa Tecla é uma catacumba romana localizada na Via Silvio d'Amico, perto da Via Ostiense, uma via no quartiere Ostiense de Roma que segue em parte o traçado da antiga Via delle Statue, não muito distante da basílica de San Paolo fuori le Mura.

## Nome
As fontes antigas falam de um cemitério localizado perto da basílica de San Paolo. Em particular, a Notitia ecclesiarum urbis Romae, um itinerário para peregrinos do século VII, informa que ela ficava "in australi parte" ("ao sul") da basílica, "supra montem positam" e que nela o corpo da mártir Tecla "quiescit in spelunca"; além disto, a Notitia fala de uma basílica no nível do solo, mas da qual nada restou.
Sobre quem seria efetivamente esta Tecla, completamente desconhecida nos documentos litúrgicos, os estudiosos ainda hoje não chegaram a um consenso. Segundo alguns estudiosos, entre os quais Paul Styger, pode ser Santa Tecla de Icônio, discípula do apóstolo Paulo, martirizada em Selêucia Traqueota, na Ásia Menor; contudo, é bastante difícil explicar como o corpo dela teria vindo parar na Via Ostiense de Roma. Umberto Maria Fasola e outros, por outro lado, afirmam que foi uma senhora romana martirizada durante a perseguição de Diocleciano no início do século IV, mas dela nada mais se sabe. De fato, o único indício monumental que faz referência a Tecla é uma inscrição descoberta na vizinha Catacumba de Comodila na qual se afirma que uma fiel cristã morreu no dies natalis de Tecla, ou seja, o dia de Santa Tecla; mas, infelizmente, a inscrição não diz qual foi a data.

## Topografia
Do ponto de vista topográfico, a Catacumba de Santa Tecla teve um desenvolvimento muito simples e limitado. Trata-se de uma pequena basílica hipogeia, do século IV, posterior ao sepultamento do mártir, criada a partir de uma ampliação e monumentalização de um pequeno cemitério hipogeu preexistente e remanescente ao século III, de mais três ambulatórios dispostos no formato de um triângulo isósceles, estes também do século IV e posteriormente incorporados na basílica, nos quais se abriam 22 câmaras sepulcrais. Algumas destas dispunham de claraboias escavadas a partir de um antigos mausoléu pagãos no nível do solo, das quais apenas uma restou.
De fato, os estudos conduzidos pelo sacerdote arqueólogo Fasola, na segunda metade do século XX foi descoberta uma vasta área funerária subdial, da qual hoje restam apenas traços nas fundações do edifício construído sobre o cemitério. O mesmo arqueólogo chegou à conclusão que, no século III, depois de ter sido abandonada uma antiga área "industrial" (foi descoberta uma pedreira de pozolana e restos de uma tinturaria), a área foi transformada em cemitério, tanto pagão, no nível da rua, quanto cristão (no subsolo). No século IV, quando a área pagã já havia sido abandonada, alguns mausoléus foram utilizados pelos cristãos para permitir a abertura de claraboias que levavam luz às galerias subterrâneas.

## História

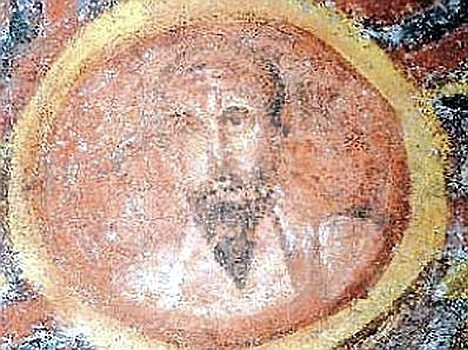
O afresco que é considerado o mais antigo a representar o apóstolo São Paulo.

O complexo cemiterial, sobre e subsolo, nasceu provavelmente no século III e, no que diz respeito à parte hipogeia, no final do século IV. A Catacumba de Santa Tecla aparece nos itinerários para peregrinos da Alta Idade Média. Depois, caiu no esquecimento, como ocorreu com a maior parte das catacumbas romanas.
A redescoberta do cemitério ocorreu séculos mais tarde e foi Giovanni Marangoni o primeiro a entrar no subterrâneo, em 1703, e, em 1720, Marcantonio Boldetti publicou uma planta: os dois "descobridores" a chamaram de "cimitero al ponticello di San Paolo", uma referência a uma ponte vizinha que atravessava o fosso de água de Grotta Perfetta. No século XIX, Mariano Armellini a estudou e foi o primeiro a identificá-la como a catacumba da mártir Tecla citada nas fontes antigas. Um novo impulso ao estudo do local ocorreu em 1961, quando, durante as obras de construção do moderno edifício no nível do solo, graças à sensibilidade do engenheiro responsável, Pietro Monaco, foram descobertos importantes artefatos antigos: foi nesta ocasião que veio à luz todo o complexo subdial pagão.

## Descrições
Os afrescos da Catacumba de Santa Tecla estão em péssimo estado de conservação, a ponto de Mariano Armellini, ainda no século XIX, tê-los chamado de "as pinturas mais brutas da Roma subterrânea". Apesar disto, em 19 de junho de 2009 foi feita uma descoberta excepcional: aquela que pode ser a mais antiga imagem de São Paulo. O anúncio da descoberta no jornal Osservatore Romano foi noticiada nos seguintes termos:
| “ | Sexta-feira, 19 de junho. Enquanto se realizava uma restauração lenta e precisa da decoração pictórica de um cubículo das catacumbas romanas de Santa Tecla, na Via Ostiense, uma descoberta sensacional impressiona os arqueólogos que acompanham o trabalho há mais de um ano. De manhã, o laser destacou o rosto severo e reconhecível de São Paulo, um dos mais antigos e mais definidos que se conhece da antiguidade cristã nos deu. Assim, devido às suas características, pode ser considerado o ícone mais antigo do apóstolo até agora conhecido. O rosto, rodeado por um amarelo dourado cintilante sobre vermelho brilhante, emociona pelo seu expressionismo mordaz. | ” |
|   | — Osservatore Romano', 28 de junho de 2009. |   |

Em 23 de junho de 2010 foi anunciado ainda que, além da imagem de São Paulo, no mesmo cubículo foram descobertas representações de outros três apóstolos: Pedro, André e João. Também estas são as mais antigas imagens dos apóstolos conhecidas, do final do século IV.
A catacumba se caracteriza também por um tipo de inumação pouco usual em outras catacumbas romanas, apesar de não completamente desconhecida. Doze das vinte e duas câmaras sepulcrais são sepulturas intensivas, ou seja, que preenchem completamente o ambiente funerário. Uma vez criados os lóculos em todas as paredes da câmara (com cerca de dois metros de altura), o escavadores das catacumbas, abaixaram o nível do piso até alcançarem uma profundidade de três metros em relação ao piso do resto da galeria, conseguindo, desta forma, mais espaço para escavar mais lóculos nas paredes laterais. Ocupadas todas as paredes com ele, os escavadores começaram a preencher a câmara com sepulturas ditas a cappuccina, ou seja, recobrindo as tumbas com tijolos posicionados em forma triangular, como o teto de uma casa: partindo do piso da câmara, com um nível acima do outro, estas sepulturas atingiam o teto da mesma, a uma altura de cinco metros. Finalmente, quando a câmara estava inteiramente ocupada por cadáveres, a porta era murada. Não se sabe exatamente o motivo pelo qual o desenvolvimento deste tipo de sepultamento vicejou em Santa Tecla.
A basílica de Santa Tecla, do início do século IV, foi construída numa pequena galeria funerária preexistente. A escada de acesso à catacumba leva diretamente a este ambiente, que é também o primeiro que se encontra na visita moderna ao local. Nos séculos passados, ela foi utilizada como cantina para barris de vinho e de azeite, o que provocou uma enorme degradação da topografia original.
O cemitério pagão no nível da rua, descoberto e estudado na segunda metade do século XX, era constituído por uma série de mausoléus do século III com importantes inscrições em lajes de mármore além de uma rica série de motivos decorativos vegetais e geométricos.